# USS Auk (AM-57)
Pour les autres navires du même nom, voir USS Auk.
Le USS Auk (pennant number AM-57) est un dragueur de mines, navire de tête de la Classe Auk lancé pour la United States Navy (USN) et qui a servi pendant la Seconde Guerre mondiale.

## Conception
Le Auk est commandé le 12 juin 1940 pour le chantier naval de Norfolk Navy Yard à Portsmouth dans l'état de Virginie aux États-Unis. La pose de la quille est effectuée le 15 avril 1941, le Auk est lancé le 26 août 1941 et mis en service le 15 janvier 1942.
Les dragueurs de mines de classe Auk sont armés d'un canon de 3 pouces/50 calibres (76,2 mm), 2 canons Bofors 40 mm et sont équipés 2 lanceurs de charge de profondeurs pour la lutte anti-sous-marine.

## Histoire

### Seconde Guerre mondiale

#### Participation à l'opération "Torche"
Après ses essais en mer et son entraînement au large des Caps de Virginie, le nouveau dragueur de mines opère le long de la côte atlantique jusqu'en octobre, date à laquelle il reçoit l'ordre de rejoindre la Western Naval Task (force navale occidentale) pour l'opération Torch, l'invasion de l'Afrique du Nord. Le 23 octobre 1942, il quitte Norfolk, en Virginie, au sein du Center Attack Group (groupe d'attaque central), à destination de Fedhala Roads, au large des côtes marocaines. Peu avant minuit le 7 novembre, le groupe d'attaque arrive en position et commence à débarquer des troupes pour le débarquement à l'aube du 8. Quelques minutes après 5 heures, un petit navire à vapeur français escorté par le chalutier Victoria s'engouffre dans les colonnes de transport au large.
Le destroyer Hogan (DMS-6) enquête sur les intrus, traversant l'avant du chalutier français et lui ordonnant de faire marche arrière. Pour obtenir une réponse, le petit français bagarreur tente d'éperonner le Hogan. Le dragueur de mines à grande vitesse neutralise le Victoria avec des tirs de 20 millimètres et stoppe le chalutier. Le Auk place un équipage de prise à bord du chalutier, puis continue à inspecter la zone de transport.
A 12h00, le cargo Miantonomah (CMc-5) commence à poser un champ de mines à l'Est pour protéger le groupe d'attaque central. Pendant qu'ils examinent le poseur de mines, le Auk et le Tillman (DD-641)) engagent le patrouilleur français W-43 du Régime de Vichy qui escorte six navires marchands et de pêche à travers la zone de transport. Ils capturent la corvette avec un minimum de difficultés et prennent également trois des autres navires.
Le Auk patrouille à partir de Casablanca, au Maroc français, en tant qu'escorte de convoi, navire de contrôle et patrouilleur portuaire jusqu'au 11 avril 1943, date à laquelle il se dirige vers l'Ouest avec un convoi qui rentre vers son port de départ. Après son arrivée à Charleston, en Caroline du Sud, le 30, le dragueur de mines se rend à Norfolk, en Virginie, pour une mise en cale sèche et une révision. De juin à avril 1944, le Auk escorte des convois de Norfolk et de New York vers des ports des Caraïbes et le long de la côte américaine du Golfe.

#### Participation à l'opération "Overlord"
Le 19 avril 1944, le dragueur de mines se dirige à nouveau vers l'est pour préparer l'opération Overlord, l'invasion de l'Europe. En passant par les Açores et Milford Haven, au Pays de Galles, il atteint Plymouth, en Angleterre, le 29. Alors qu'il se trouve dans les eaux britanniques, le Auk rejoint d'autres unités de l'escadron de déminage 21 (MinRon 21) pour s'entraîner à des opérations de dragage.
Au début du 4 juin, il se met en route pour balayer les mines de la Baie de Seine, en France, afin de préparer l'assaut d'Utah Beach, en Normandie, prévu pour le 5. La météo force le report des débarquements au lendemain, mais un des navires jumeaux (sister ship) du Auk, le Osprey (AM-56), heurte une mine et coule. L'invasion commence le 6 juin, et le Auk reste au large des plages jusqu'au 19, nettoyant les eaux voisines. Il retourne ensuite à Plymouth, en Angleterre, pour se ravitailler.
Le 25 juin, le Auk reprend ses fonctions de dragage au large de Cherbourg, en France, où il dégage une voie devant une importante force de bombardement comprenant des cuirassés Arkansas (BB-33), Texas (BB-35), et Nevada (BB-36). Peu après midi, les batteries côtières ennemies ouvrent le feu sur les dragueurs. A 12h30, tous les dragueurs de mines - y compris le Auk - ont été pris pour cible par des salves ennemies. Entravés par leur vitesse maximale de cinq nœuds lorsqu'ils lancent leurs engins de dragage, les dragueurs de mines reçoivent l'ordre de se retirer hors de portée jusqu'à ce que la force opérationnelle ait terminé son tir.
Entre le 29 juin et le 24 juillet, à l'exception de brefs déplacements vers l'Angleterre pour se ravitailler, le Auk et ses compagnons poursuivent leurs opérations de dragage dans la baie de Seine. Le 1er août, le Aukappareille avec le MinRon 21 pour Gibraltar, traverse le détroit le 5 et fait une brève escale à Oran, en Algérie, le 6. De là, le Auk se rend à Naples, en Italie, l'un des points d'étape pour l'invasion du sud de la France.

#### Participation à l'opération "Dragoon"
Lorsque l'opération Dragoon a débuté le 15 août 1944, le Auk est au large des plages désignées de Provence avec la force de contrôle du vice-amiral Hewitt. Il reste le long des côtes du sud de la France jusqu'au 26 septembre, subissant par intermittence le feu des batteries côtières ennemies tout en draguant la baie de Cavalaire, la baie de Briande, la baie de Bon Porte, la rade de Marseille et les eaux au large de Toulon. Le Auk poursuit ses missions de dragage de mines et de patrouille en Méditerranée jusqu'au 31 mai 1945, date à laquelle il se dirige vers les États-Unis.

### Les opérations d'après-guerre
Arrivée à Norfolk, en Virginie, le 15 juin, il reçoit une révision. Le dragueur de mines reste dans le chantier naval de Norfolk jusqu'au 25 août. Après avoir quitté le chantier, il effectue des opérations d'entraînement locales avant de prendre la mer le 18 septembre. En passant par le canal de Panama, il atteint San Pedro, en Californie, le 9 octobre. Cependant, au lieu de se présenter au service de la flotte du Pacifique, le Auk reçoit des ordres d'inactivation. Il quitte la Californie le 26 novembre et se dirige vers Portland, dans l'Oregon, où il doit subir une révision d'inactivation. À son arrivée dans ce port, le 10 décembre, le Auk rencontre une forte affluence qui entraîne de nouveaux ordres qui renvoient le dragueur de mines à San Diego en Californie, où il s'amarre le dernier jour de 1945.
Le Auk est mis hors service le 1er juillet 1946 et amarré avec la flotte de réserve à San Diego, en Californie. Lors d'une reclassification générale datant du 7 février 1955, la désignation de sa coque est changée en MSF-57.
Son nom a est rayé de la liste de la marine (Naval Vessel Register) le 1er août 1956.

### Honneurs de bataille
- 3 battle stars (étoiles de batailles) pour ses actions durant la Seconde Guerre mondiale

### Participation auxconvois
Le Auk a navigué avec les convois suivants au cours de sa carrière:
1. Convoi GUS 6
2. Convoi UGF 1

### Commandement
- Lieutenant Commander George Washington Allen (USN) du 15 janvier 1942 au 10 septembre 1942
- Lieutenant Commander William David Ryan (USNR) du 10 septembre 1942 à février 1943
- Commander Charles Guequierre Rucker (USN) de février 1943 au 11 mars 1943
- Lieutenant Commander Joseph Oliver Schwartz (USNR) du 11 mars 1943 au 10 octobre 1943
- Lieutenant Daisy Louis Brantley (USNR) du 10 octobre 1943 au 4 novembre 1944
- Lieutenant Commander George G. Warren (USNR) du 4 novembre 1944 au 1er mai 1945
- Lieutenant John Ulysses Nixon (USNR) du 1er mai 1945 à fin 1945
- Lieutenant Larry S. Henderson (USN) d'octobre 1945 au 1er juillet 1946

Notes:
USN: United States Navy
USNR:United States Navy Reserve